# Dansk Folkemindesamling
Dansk Folkemindesamling er statens arkiv for dagliglivets ikke-materielle kultur i Danmark.
Arkivet blev oprettet i 1904 med baggrund i bl.a. Svend Grundtvigs indsamling fra 1843. Sammen med andre forskeres optegnelser som H.F. Feilberg og Evald Tang Kristensens danner disse arkiver grundstammen i Folkemindesamlingen. Museet bevarer almindelige menneskers livsopfattelser, erindringer, traditioner, musik og historier for eftertiden. Det er her, dagligdagen udødeliggøres til glæde for fremtidens generationer. Især efter folkloristen Iørn Piøs ansættelse i Folkemindesamlingen i 1955 blev fokus også rettet på folkeviser og skillingsviser.
Folkemindesamlingen forsker desuden i alle befolkningsgruppers kultur, og det omfangsrige arkiv gemmer på flere hundrede års dokumentation af de mennesker og det samfund, der ligger til grund for Danmark i dag.
Dansk Folkemindesamling fusionerede i 2008 med Det Kongelige Bibliotek, der hører under Kulturministeriet.